# مولد الکترواستاتیکی

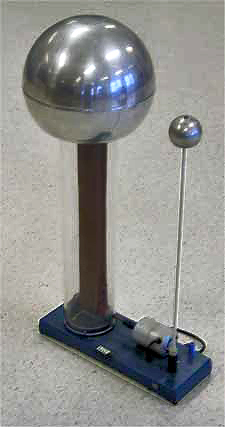
تصویر مولد واندوگراف در کلاس درس.

یک ژنراتور الکترواستاتیکی یا دستگاه الکترواستاتیکی یک ژنراتور الکترومکانیکی است که الکتریسته ساکن یا الکتریسیته را در ولتاژ بالا و جریان مداوم پایین تولید می‌کند. دانش برق الکتریسیته ساکن به اولین تمدن‌های بشر بازمی‌گردد. اما برای هزاران سال تنها در حد پدیده جالب باقی ماند و هیچ‌گونه نظریه ای برای توضیح رفتار آن ارائه نگردید و اغلب با مغناطیس اشتباه گرفته می‌شد. در اواخر قرن هفدهم، محققان ابزارهایی جهت تولید برق با اصطکاک توسعه داده بودند، اما توسعه دستگاه‌های الکترواستاتیکی تا قرن هجدهم پدیدار نشد. ژنراتورهای الکترواستاتیک با استفاده از قدرت دستی (و یا دیگر روش‌ها) انرژی مکانیکی را به انرژی الکتریکی تبدیل می‌کند. شارژ دستگاه توسط یکی از دو روش صورت می‌پذیرد: مالش (اصطکاک) یا القای الکترواستاتیکی.